# Gustavo Adolfo Garcés
Gustavo Adolfo Garcés (* 2. Januar 1957 in Medellín, Kolumbien) ist ein kolumbianischer Dichter und Essayist.

## Leben
Garcés hat einen Abschluss in Rechtswissenschaften von der Universidad de Antioquia und einen Master in Politikwissenschaften von der Pontificia Universidad Javeriana.
Neben seiner Arbeit als Dichter hat er an mehreren kolumbianischen Universitäten (Universidad de Antioquia, Universidad del Rosario, Pontificia Universidad Javeriana) Literatur und Politikwissenschaft unterrichtet.
Garcés ist Organisator der Literaturworkshops des Casa de Poesía José Asunción von Bogotá. Darüber hinaus ist er in der Funktion eines Volksanwalts für die staatliche Aufsichtsbehörde der kolumbianischen Regierung mit Fragen der Menschenrechte und ethnischen Angelegenheiten befasst.

## Werke (Auswahl)
- Pequeño reino (1998)
- Espacios en blanco (2000)
- Libreta de apuntes (2006)
- Breves días. Antología (2010)
- Hasta el fin de los números (2012).

## Auszeichnungen
- Kolumbianischer Staatspreis für Lyrik (1992)